# Altenhuntorf
Altenhuntorf ist ein Ortsteil der niedersächsischen Stadt Elsfleth an der Unterweser. 

## Geschichte
Aus Altenhuntorf, Bardenfleth und Neuenbrok wurde 1933 die Gemeinde Moorriem gebildet. Diese wurde 1974 von Elsfleth eingemeindet und verlor damit ihre Selbstständigkeit.

## Kirche
1732 wurde die barocke St.-Jacobi-Kirche zu Altenhuntorf in Butteldorf gebaut. Eine ältere Kirche war wahrscheinlich als Fachwerkkirche errichtet. Der freistehende, hölzerne Glockenturm datiert von 1685. Aus dem Vorgängerbau wurde die Glocke übernommen, die Hinrich Klinghe 1467 gegossen hatte und die heute seine einzige erhaltene Glocke ist. Der Orgelneubau von 1738 erfolgte durch Johann Dietrich Busch, ging aber 1908 durch eine Orgel von Johann Martin Schmid verloren. Hinter dem Prospekt ist heute eine elektronische Orgel eingebaut. Der flämische Kronleuchter wurde 1782 gefertigt. Der Altar zeigt im Mittelfeld die Auferstehung Christi, flankiert von Johannes dem Täufer und vermutlich dem Apostel Jakobus. Auf der Predella ist die Abendmahlsszene und über dem Retabel Christus als Heiland der Welt gemalt. Die Brüstungsbilder der Emporen haben biblische Szenen.